# Водяні лілії (фільм)
«Водяні лілії» (фр. Naissance des Pieuvres) — французький дебютний фільм-драма режисерки і сценаристки Селін Ск'ямми, поставлений у 2007 році. У 2008 році стрічку було номіновано у двох категоріях на здобуття французької національної кінопремії «Сезар»: за найкращий дебютний фільм та найперспективнішим акторкам — Луїзі Блашер та Адель Енель .

## Сюжет
Троє дівчат підліткового віку стикаються з любовними і сексуальними проблемами перехідного віку. Марі (Полін Аккар), худенька, сором'язлива дівчина, тиха і майже безмовна, дружить з Анною (Луїза Блашер). Повненька Анна імпульсивна, і вона вирішила, що її першим коханням буде Франсуа. На змаганнях з синхронного плавання увагу Марі несподівано привертає капітан однієї з груп — Флоріана (Адель Енель), красива, висока і гордовита. Марі починає шукати знайомства з Флоріаною, і незабаром між ними виникає дивна дружба. Марі потрібна Флоріані як прикриття для зустрічей з Франсуа (Воррен Жакен), який домагається її взаємності. Але Флоріана незаймана і боїться, що Франсуа кине її, якщо про це дізнається. Вона умовляє Марі позбавити її невинності. Закохана Марі погоджується. Анна ж тим часом ображена, що Марі проводить з нею мало часу. До того ж у Анни виходить спокусити Франсуа. Фільм закінчується, залишивши усі взаємовідносини в стані невизначеності.

## У ролях
| Полін Аккар     |      | Марі                      |
| Луїза Блашер    |      | Анна                      |
| Адель Енель     |      | Флоріана                  |
| Воррен Жакен    |      | Франсуа                   |
| Крістель Барас  | ···· | інспектриса               |
| Марі Гілі-П'єр  | ···· | касирка                   |
| Еліс де Ланкесе | ···· | дівчина в роздягальні     |
| Клер П'єрра     | ···· | 2-а дівчина в роздягальні |

## Визнання
| Нагороди та номінації фільму «Водяні лілії» | Нагороди та номінації фільму «Водяні лілії» | Нагороди та номінації фільму «Водяні лілії»               | Нагороди та номінації фільму «Водяні лілії» | Нагороди та номінації фільму «Водяні лілії» | Нагороди та номінації фільму «Водяні лілії» |
| Рік                                         | Кінофестиваль/кінопремія                    | Категорія/нагорода                                        | Номінант                                    | Результат                                   |                                             |
| ------------------------------------------- | ------------------------------------------- | --------------------------------------------------------- | ------------------------------------------- | ------------------------------------------- | ------------------------------------------- |
| 2007                                        | 60-й Каннський міжнародний кінофестиваль    | Премія Особливий погляд                                   | Водяні лілії                                | Номінація                                   |                                             |
| 2007                                        | 60-й Каннський міжнародний кінофестиваль    | Золота камера                                             | Водяні лілії                                | Номінація                                   |                                             |
| 2007                                        | Афінський міжнародний кінофестиваль         | Приз глядацьких симпатій за найкращий фільм               | Водяні лілії                                | Перемога                                    |                                             |
| 2007                                        | Кінофестиваль у Кабурі                      | Гран-прі                                                  | Водяні лілії                                | Номінація                                   |                                             |
| 2007                                        | Туринський кінофестиваль                    | Золота нагорода за найкращий сценарій — Спеціальна згадка | Водяні лілії                                | Перемога                                    |                                             |
| 2007                                        | Туринський кінофестиваль                    | Приз міста Турина за найкращий ігровий фільм              | Водяні лілії                                | Номінація                                   |                                             |
| 2007                                        | Приз Луї Деллюка                            | Найкращий перший фільм                                    | Водяні лілії                                | Перемога                                    |                                             |
| 2008                                        | 33-я церемонія премія «Сезар»               | Найкращий дебютний фільм                                  | Водяні лілії                                | Номінація                                   |                                             |
| 2008                                        | 33-я церемонія премія «Сезар»               | Найперспективніша акторка                                 | Луїза Блашер                                | Номінація                                   |                                             |
| 2008                                        | 33-я церемонія премія «Сезар»               | Найперспективніша акторка                                 | Адель Енель                                 | Номінація                                   |                                             |